# Cor Bakker (wielrenner)
Cor Bakker (Zaandam, 2 september 1918 – 18 december 2011) was een Nederlands wielrenner.

## Biografie
Bakker was beroepsrenner van 1942 tot 1955. Zijn carrière werd onderbroken door de Tweede Wereldoorlog. Hij was zowel actief op de weg als op de baan en op beide behoorde hij tot de Nederlandse top.
In de jaren vijftig nam hij regelmatig deel aan zesdaagsen. Hij reed in totaal 18 zesdaagsen en sloot er één winnend af (te Barcelona in 1952). Zijn vaste partner was de Amsterdammer Henk Lakeman. Dit koppel vulde elkaar goed aan, Bakker was sterk in de jachten terwijl Lakeman een uitstekend sprinter was.
Bakker startte één keer in de Tour (1948), maar was voor deze wedstrijd niet erg geschikt. In de zesde etappe kwam hij, mede door een valpartij, buiten de tijdslimiet binnen en na één week kon hij weer naar huis.

## Belangrijkste overwinningen en ereplaatsen
1948
- 1e in de 4e etappe Ronde van Nederland

1950
- 2e in de Zesdaagse van Münster

1952
- 1e in de Zesdaagse van Barcelona;+ Henk Lakeman

1953
- 1e in koppelkoers Berlijn + Harm Smits
- 1e in Koppelkoers Bielefeld

## Resultaten in voornaamste wedstrijden
| Jaar | Ronde van Italië | Ronde van Frankrijk | Ronde van Spanje |
| ---- | ---------------- | ------------------- | ---------------- |
| 1948 |                  | buiten tijd         |                  |
| 1949 |                  |                     |                  |

| Jaar | Ronde van Vlaanderen | Ronde van Lombardije |
| ---- | -------------------- | -------------------- |
| 1948 | 6e                   |                      |
| 1949 |                      | 42e                  |

- International Standard Name Identifier: 0000 0004 4890 9600
- Nederlandse Thesaurus van Auteursnamen: 328575232
- Virtual International Authority File: 281853281